# André Neury
André Neury (ur. 3 września 1921, zm. 9 maja 2001) – szwajcarski piłkarz występujący na pozycji obrońcy. Uczestnik Mistrzostw Świata 1950 i 1954.